# Alfred Loreau
Alfred Loreau est un homme politique et un industriel français né le 20 décembre 1843 à Berchères-l'Évêque (Eure-et-Loir) et mort le 11 mars 1922 à Briare (Loiret).
C'est un prototype de cette classe dirigeante qui sera stigmatisée peu après sa mort par Édouard Daladier comme les « deux cents familles » - les Darblay, Wendel, Schneider etc.- qui cumulent responsabilités économiques et politiques, et sont parfois même, comme ce fut son cas, patron de presse et scientifique productif issu d'une grande école.

## Biographie
Lauréat du collège Chaptal en 1861, Alfred Loreau est donc entré très jeune à l'École centrale Paris (promotion 1861) où il aura pour maître notamment Jean-Baptiste Dumas, un des fondateurs de l'école. Il en sort dans les premiers rangs quelques années après Gustave Eiffel. Ce dernier participa d'ailleurs à la construction du pont-canal de Briare, vivement soutenu en cela par Alfred Loreau qui était membre de la commission d'enquête sur ce projet et membre du jury d'expropriation des Ponts et Chaussées.  Il épouse Blanche, seconde fille de Jean-Félix Bapterosses, en 1870.
Cette année il s'engage aussi dans le génie auxiliaire avant d'être promu capitaine du 5e territorial d'artillerie dans la Guerre franco-allemande de 1870. Son union avec Blanche donnera naissance à un fils, Félix René Loreau, la même année (qui fera ultérieurement changer son nom en René Loreau-Bapterosses, en l'honneur de son grand-père, par décret du 30 mai 1908). Il fait agrandir de deux ailes latérales le château de Beauvoir à Briare qui atteindra une soixantaine de pièces et une chapelle privée dans un parc clôturé de 35 Ha, où il logera jusqu'à son décès avec son fils unique, sa famille et une quarantaine de domestiques. Dans ce château de style Louis XIII, une cheminée monumentale portait la devise: "INITIUM SAPIENTIAE TIMOR DOMINI". Alfred Loreau avait également un appartement à Paris au 243 Boulevard Saint-Germain.
Il meurt à Briare en 1922. Son oraison funèbre est prononcée par l'évêque d'Orléans, Monseigneur Stanislas-Arthur-Xavier Touchet qui avait obtenu la canonisation de Jeanne d'Arc et qui fut nommé cardinal quelques mois après. On peut voir aujourd'hui à Briare son buste en marbre ainsi que celui de son épouse Blanche Bapterosses sculptés par Fabio Stecchi au musée de la mosaïque et des émaux de Briare. Son portrait a été peint par Henri-Victor Lesur (exposé au salon de Paris en 1892).

### Une carrière industrielle diversifiée
Après quelques années passées à travailler dans l'entreprise familiale de construction de chaudières Léonce Thomas -son professeur de physique appliquée- avec Camille Laurens -chargé des cours sur la machine à vapeur-, tous deux anciens centraliens, Alfred Loreau participe à la construction de la première usine élévatoire avec Charles Callon, également ancien centralien et son professeur de construction de machines. Il rachète ensuite la Société Centrale de Construction de Machines avec Charles Weyher, son condisciple de l'école Centrale, sous la dénomination Weyher, Loreau & Cie,  qui sera renommée à la suite de son départ Weyher et Richemond (de). Puis, Alfred Loreau seconde dès 1870 son beau-père dans la manufacture des émaux de Briare, plus particulièrement pour la fonction industrielle. En 1875, à l'occasion de sa transformation en société anonyme, il devient en plus secrétaire général de la faïencerie de Gien au côté encore une fois de son beau-père. Il mènera entre autres à ce titre les négociations avec la mairie de Gien sur la fin de l'éclairage public fourni par l'usine à gaz de ses sociétés à la ville. Il a dirigé seul l'usine des émaux de Briare de 1917 jusqu'à sa mort et fut également président de la faïencerie de Gien à partir de 1895 et jusqu'à sa mort. 
Après avoir créé le journal La république démocratique et libérale en 1889(pour soutenir sa candidature comme député), en 1919, il racheta avec son neveu André Yver-Bapterosses à Paul Pigelet le journal L'Indépendant de Gien. En 1921, il préfaça le livre de Pierre Pinsseau Étude sur les origines de la seigneurie de Beaulieu-sur-Loire aux éditions R. Houzé.

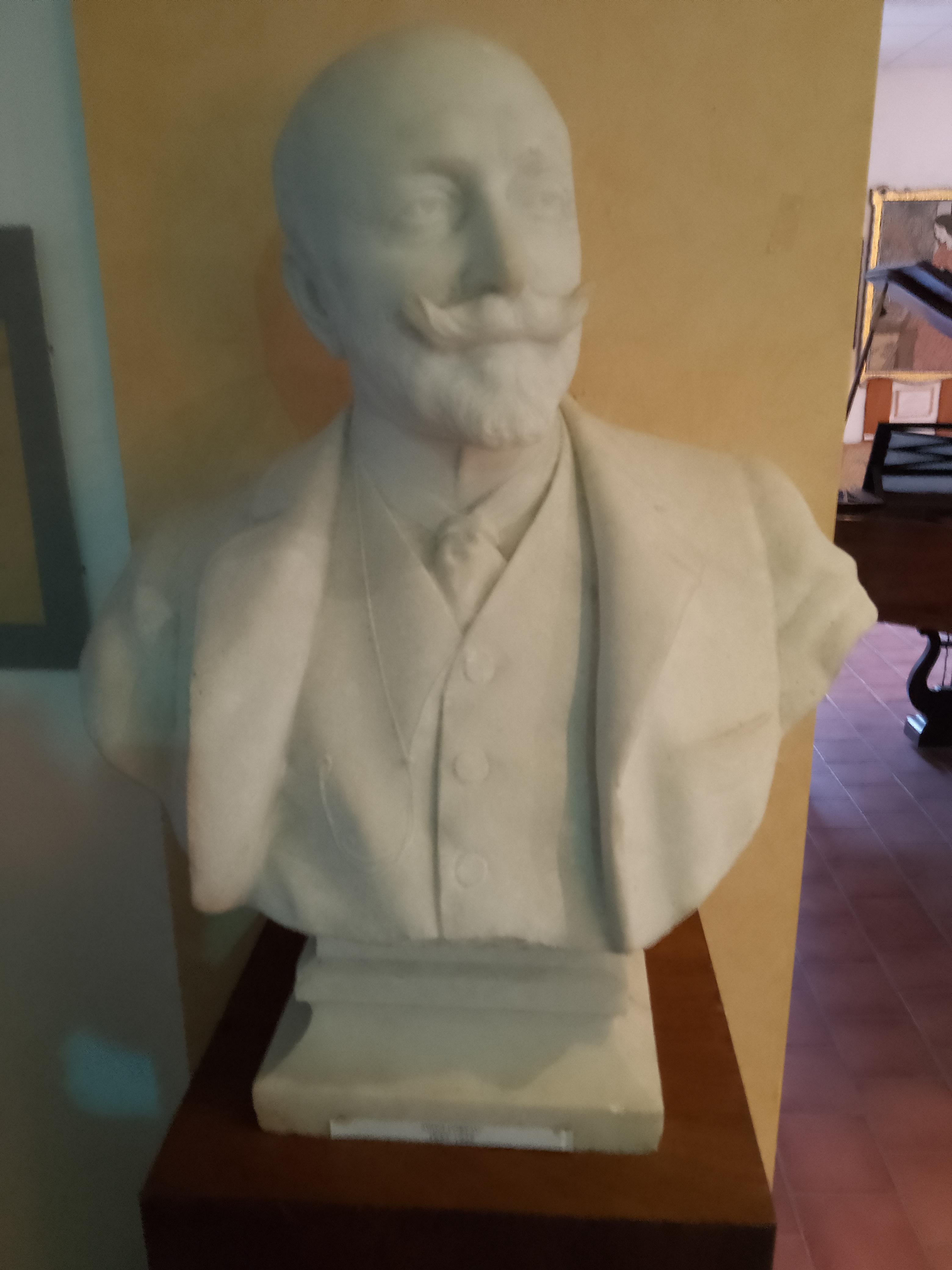
Buste d'Alfred Loreau par Fabio Stecchi.

Déjà membre de la Chambre de Commerce d'Orléans, son ambition lui fait élargir ses horizons au-delà du Loiret. Il devient ainsi président de la revue Génie Civil à Paris en 1900 et jusqu'à sa mort, régent (administrateur) de la Banque de France, à compter de 1897 à la suite d'Henri Schneider au XIIe siège, administrateur de la Compagnie des chemins de fer de Paris à Lyon et à la Méditerranée, etc.

### Un homme politique
Parallèlement à sa carrière d'industriel, Alfred Loreau utilisa ses qualités relationnelles et d'orateur pour acquérir des responsabilités dans le monde politique. Il a mené une carrière politique qui l’a vu être successivement conseiller municipal de Briare, après encore son beau-père, dès 1874 et ce pendant 45 ans, maire de Briare (1876-1878, nommé par décret du Président de la République, Mac Mahon, puis 1901-1919), conseiller général du canton de Briare à partir de 1880. Il se fit élire dans la lignée de Thiers, deux fois contre Édouard Portalis, député du Loiret à compter de 1889, au temps de Ferry, Poincaré et Clemenceau. À ce titre, siégeant avec l'Union libérale républicaine aux côtés de son homologue Charles Gervais notamment, il fit promulguer des amendements interdisant le travail des enfants en dessous de 12 ans avec une majorité de 187 voix et restreignant la durée de travail pour les femmes à 10 heures par jour. Il siégea aussi dans la commission d'enquête sur le scandale de Panama où était notamment impliqué son camarade d'école Gustave Eiffel.
Pour mémoire, son fils Félix René Loreau fut aussi maire de Briare et conseiller général du canton de Briare de 1919 à 1935 et sa petite fille Juliette Loreau (épouse Salone) maire de Briare de 1951 à 1959.

### Un savant philanthrope
Il donnera dès sa sortie de l'École centrale Paris et sous la direction de Jean-Baptiste Dumas des conférences au sein de l'association philotechnique. Ses qualités relationnelles et son esprit humaniste le firent également s'intéresser à différentes sociétés savantes et cercles d'influences. Alfred Loreau sera donc Président de l'association des anciens élèves de l'École centrale en 1895 puis de nouveau en 1912 à l'occasion du cinquantenaire de cette association pour organiser les festivités célébrant cet important anniversaire. Il sera aussi Président de la société des ingénieurs civils de France en 1898, également à l'occasion du cinquantenaire de sa fondation, et en profita pour faire décorer l'immeuble de son siège (construit par Gustave Eiffel) d'une fresque en émaux de Briare. Il fondera la société des Amis de l'école centrale, fondation qui permit de financer de nouveaux laboratoires (résistance des matériaux, électricité...) pour son alma mater.
Il réalisa aussi avec son beau-frère Paul Yver les vœux de son beau-père, Jean-Félix Bapterosses, décédé entre-temps : il fit ainsi construire l'église Saint-Étienne de Briare- décorée par des mosaïques d'Eugène Grasset d'émaux de Briare et acheva l'hôpital Saint-Jean de Briare qui deviendra son ultime demeure. Enfin, usant de son influence politique - député du Loiret et Conseiller Général- il favorise la construction en 1913 du premier asile pour les déficients mentaux à Fleury-les-Aubrais, connu aujourd'hui sous l'appellation Georges Daumezon.
Alfred Loreau fut nommé chevalier de la Légion d'honneur en 1897 par Félix Faure, Commandeur de l'Ordre de Saint-Stanislas par Nicolas II, Tsar de Russie en 1898, président du Comice agricole de l'arrondissement de Gien, vice-président de la société d'Agriculture de France (président : marquis Louis de Vogüé, qui fit son éloge funèbre) où il s'intéressa à la fois à la mécanisation des labours(premiers essais de tracteurs motorisés à Briare) et à l'alcool agricole comme carburant dès 1903, membre de l'Académie d'Agriculture, président de la commission technique de l'Automobile Club de France en 1905 où grâce aux études précitées, il contribua par les perfectionnements qu'il supervisait au lancement des industries de l'automobile et de l'aviation,, etc. Il fut d'ailleurs désigné dès 1909 président d'honneur de l'aéroclub du Centre. Il était également un membre fondateur du Comité de l'Afrique française, chargé de défendre notamment les missions d'exploration qui s'y succédaient.

#### Sources historiques
- Paris qui passe du 15 février 1891, article de Louis Blanche
- Edouard Portalis, Un guet-apens judiciaire, Paris, Albert Savine, 1896
- Le Génie Civil no 765 6 février 1897 p. 222
- M.J. Magnin, Assemblée Générale des actionnaires de la Banque de France, Paris, Imprimerie Paul Dupont, 1897
- Mémoires et compte-rendu des travaux de la Société des ingénieurs civils de France, Paris, ICF, 1898 (lire en ligne)
- Journal of the Western Society of Engineers, Volume 4 p. 146 Western Society of Engineers (Chicago, Ill.) (1899) (en anglais)
- Report of the commissioner-general for the United States to the International universal exposition, Paris, 1900 Volume 3 p. 531 par Ferdinand Wythe Pick (pour partie en anglais) (1901)
- Revue universelle: recueil documentaire universel et illustré, Volume 15 p. 6, par Pierre Larousse (1905)
- (it) Federigo Giordano, Le ricerche sperimentali de meccanica agraria, L. Beretta, 1906, 321 p., p. 143
- L'Aérophile: revue technique et pratique de la locomotion aérienne, Volume 17 p. 116(1909), Volume 22 (1914)
- La réforme sociale: Revue d'économie sociale et rurale, volume 73 (1917) p. 14
- Journal d'agriculture pratique, vol. 86, p. 238-272 (1922)
- Bulletin de la Société des agriculteurs de France, volumes 54&55 p. 97-99 & 163 (1922)
- Bulletin de la Société d'encouragement pour l'industrie nationale, Madame Huzard, imprimeur -libraire à Paris, volume 121 p. 385 et suivantes (1922)
- L'Afrique française: bulletin mensuel du Comité l'Afrique française et du Comité du Maroc, volume 32 (1922) p. 124 & 569.
- Le Génie Civil no 2068 1er avril 1922 p. 289-291
- Pierre Pinsseau, Briare-le-Canal et ses seigneurs, Orléans, René Houzé, "la boule blanche", 1923, 167 p.
- Centenaire de la manufacture Bapterosses 1845-1945, 1945, Gien, imprimerie Jeanne d’Arc.

#### Ouvrages didactiques
- Pascale Nourisson, Une aventure industrielle : la manufacture de Briare (1837-1962), éditions Alan Sutton, coll. « Parcours et labeurs », février 2001 (ISBN 978-2-84253-558-2), p. 22 à 39.
- Roger Bernard et Jean-Claude Renard, La Faïence de Gien., Éditions sous le vent, 1988 (réimpr. 2e édition), 105 p.
- Jean-Claude Renard, Faïences de Gien, une technique, un art de vivre, une légende., Alan Sutton, coll. « Parcours et labeurs », novembre 2001 (ISBN 978-2-84253-581-0), p. 9 à 11.
- Jean-Pierre Roth, Le Giennois industriel 1821 à 2001, mars 2002 (ISBN 978-2-9517946-0-3), p. 35 à 110.
- Jean Garrigues, La République des hommes d'affaires : 1870-1900, Aubier, histoires, octobre 1997, 432 p. (ISBN 978-2-7007-2280-2), p. 404-406.

#### Autres sources
- Patrice Bret & alii, La presse et les périodiques techniques en Europe 1750-1950, L'Harmattan, coll. « Langages arts & discipline », 2008, p. 156.
- Michel Marchesnay, L'entrepreneur: une histoire française, ERFI université de Montpellier 1, Lavoisier, coll. « Revue Française de Gestion n° 188-189 », 2008 (ISBN 978-2-7462-2319-6).
- (en) Stuart Michael Persell, The French Colonial Lobby, 1889-1938, Hoover Institution Press, 1983, 235 p., p. 20, 163, 173.
- École Centrale http://centrale-histoire.centraliens.net/divpdf/brevestory.pdf
- Système d'information sur le patronat français éditeur: Laboratoire de recherche historique CNRS / ENS-Lyon / Université Lumière Lyon2
- Centraliens, la revue des Arts et Manufactures no 643  septembre-octobre 2015 p. 46-48